# Hacinas
Hacinas település Spanyolországban, Burgos tartományban. Hacinas Castrillo de la Reina, Cabezón de la Sierra, Pinilla de los Barruecos, Villanueva de Carazo, Barbadillo del Mercado és Salas de los Infantes községekkel határos. Lakosainak száma 149 fő (2024).

## Népesség
A település népessége az utóbbi években az alábbiak szerint változott:
| Lakosok száma | 212  | 189  | 188  | 179  | 183  | 164  | 162  | 143  | 151  | 149  |
|               | 2001 | 2004 | 2006 | 2009 | 2011 | 2014 | 2016 | 2019 | 2021 | 2024 |